# Maria d'Àustria i d'Àustria
Maria d'Àustria i d'Àustria (Madrid, 14 de febrer de 1580–4 d'agost de 1583) va ser una infanta d'Espanya, morta prematurament.
Va néixer a la vila de Madrid el 14 de febrer de 1850, dia de Carnestoltes. Va ser la cinquena i darrera filla, i l'única nena, dels reis Felip II de Castella i d'Anna d'Àustria. Després del naixement va ser batejada pel nunci apostòlic a la capital, i en van ser padrins la seva germana Isabel Clara Eugènia i el seu oncle el cardenal-arxiduc Albert d'Àustria.
Va morir al cap de tres anys a la mateixa ciutat, el 4 d'agost de 1583, sobrevivint a la seva mare, que havia mort recentment a causa d'una grip. Tanmateix, a la mort d'aquesta infanta, al rei li quedaria només el seu hereu, el futur Felip III. El 6 d'agost va ser conduïda al Reial Monestir de San Lorenzo de El Escorial, on fou enterrada.